# Paivella naporai
Paivella naporai är en kräftdjursart som beskrevs av Wheeler 1970. Paivella naporai ingår i släktet Paivella och familjen Aetideidae. Inga underarter finns listade i Catalogue of Life.